# Compañía de María Monfortana
La Compañía de María Monfortana (S.M.M., del latín: Societas Mariæ Montfortana) o Misioneros Montfortianos es un instituto religioso masculino de derecho pontificio. Los miembros de esta congregación religiosa clerical son conocidos popularmente como padres o misioneros Monfortianos.

## Historia
El Instituto fue fundado en Poitiers, en 1705, por el sacerdote francés Luis María Grignion de Montfort (1673-1716). Su objetivo principal fue la organización de misiones bajo la protección de la Virgen María.
Los Padres y Hermanos Montfortianos viven en complementariedad, sirviendo en áreas pastorales, revistas, retiros, peregrinaciones y demás apostolados.  llevan a cabo el proyecto apostólico de San Luis María: recordar a los cristianos la seriedad de sus promesas bautismales mientras trabajan por la venida del Reino de Dios.

## Espiritualidad (Carisma)

### Consagración a Jesús por María
La espiritualidad del también llamado como “Totus tuus”, es una espiritualidad bíblica de Alianza y de consagración, válida para todo cristiano, se fundamenta en el misterio de la Encarnación y en el Bautismo y está orientada a que el cristiano viva su vocación a la santidad como discípulo misionero de Cristo, la Sabiduría Encarnada (Jesús). Para esta respuesta fiel, constante y creciente el consagrado se apoya en una unión íntima y en una donación y dependencia total a María, la primera y más perfecta discípula misionera de Cristo.

## Familia Montfortiana
La Familia Montfortiana se compone de tres congregaciones y una asociación de fieles.

### Congregaciones
- Compañía de María Montfortana (S.M.M.)
- Hermanos de San Gabriel
- Hijas de la Sabiduría (F.d.L.S.)

### Asociación de Fieles
- Asociación María Reina de todos los Corazones

Asociación dedicada a la consagración y difusión del método de consagración a Jesús por María (consagración mariana), que propone Montfort en su libro "Tratado de la Verdadera Devoción a la Santísima Virgen María"). La asociación es una extensión directa de la Compañía de María, orgánicamente unida a la misma, participan sus miembros de la misión de los Misioneros Montfortanos. (Estatutos de la Asociación María Reina de Todos los Corazones, Art. 1)

## Enlaces Extern0s
- Página web oficial
- Página web provincia de Colombia
- Página web oficial de la Asociación de María Reina de todos los Corazones